# Сура Ад-Духа
Сура Ад-Духа (араб. سورة الضحى‎‎) або Ранок — дев'яносто третя сура Корану. Мекканська, містить 11 аятів.

## Текст
Переклад Михайла Якубовича

1. Клянуся ранком,
2. клянуся ніччю, коли густішає вона,
3. що не залишив тебе Господь твій і не зненавидів тебе.
4. І, воістину, майбутнє для тебе краще за минуле!
5. І, воістину, скоро наділить тебе Господь твій, тож будеш вдоволений ти!
6. Хіба не знайшов Він тебе сиротою, і хіба не прихистив?
7. І хіба не знайшов Він тебе заблуканим, і хіба не повів прямим шляхом?
8. І хіба не знайшов тебе бідним, і хіба не збагатив?
9. Тож не утискай сироту,
10. і не проганяй бідняка!
11. І про блага Господа свого сповіщай!